# Fatherland (romanzo)
Fatherland è un romanzo giallo fantapolitico del 1992, best seller mondiale, opera dello scrittore e giornalista britannico Robert Harris.
È un'ucronia (storia alternativa) basata sulla premessa di un mondo in cui la Germania nazista ha vinto la seconda guerra mondiale, in modo simile a quanto descritto nel romanzo La svastica sul sole di Philip K. Dick.

## Trama
La Germania nazista è uscita vincitrice in Europa dalla seconda guerra mondiale, stipulando nel 1946 un accordo di pace paritario con gli Stati Uniti (vincitori nella campagna del Pacifico). I decenni successivi sono caratterizzati da una Guerra Fredda, con le due superpotenze in cattivi rapporti per controversie politiche e ideologiche e con il mondo diviso in due sfere d'influenza.
In questa realtà alternativa alcuni gerarchi tedeschi, come Himmler e Göring sono morti, mentre Adolf Hitler, Reinhard Heydrich e Joseph Goebbels sono a capo del governo; lo sterminio degli ebrei è stato ampliato a tutta l'Europa sino agli Urali grazie alla vittoria tedesca, e sembra aver fatto un numero di vittime quasi doppio rispetto alla realtà, ma è comunque rimasto nascosto all'opinione pubblica, mentre la scoperta dei gulag dopo la vittoria contro la Russia ha permesso alla Germania di focalizzare le attenzioni del mondo sui campi di prigionia russi, distraendo sia i propri cittadini sia gli altri Paesi dai propri crimini di guerra.
La storia, ambientata nell'aprile 1964, riguarda principalmente le vicende di Xavier March, agente della Kriminalpolizei (Polizia Criminale) detta anche Kripo, ex comandante di sottomarini U-Boot e reduce da un fallito matrimonio che gli ha dato un figlio, rimasto con la ex moglie. Il poliziotto si trova ad indagare sulla misteriosa morte di un gerarca nazista, trovato morto da un allievo delle SS durante una corsa in un parco a Berlino. Quando arriva sul luogo del delitto, dopo poco viene raggiunto da alcuni alti ufficiali della Gestapo, tra cui Odilo Globočnik, detto Globus, che dimostra subito ostilità per la presenza di March, e cerca di avocare a sé le indagini. Ma Arthur Nebe, capo della Kriminalpolizei, lascia il caso a March, avvertendolo che non avrebbe potuto proteggerlo a lungo dai più grandi interessi che erano entrati in gioco.
Durante le indagini, March conosce una giornalista statunitense, Charlotte Maguire, e tra i due l'iniziale ostilità si trasforma in solidarietà, ed in seguito in amore, quando si rendono conto di aver tra le mani qualcosa di grosso. Il presidente statunitense Joseph P. Kennedy (padre di John Fitzgerald Kennedy) sta per visitare il Terzo Reich, e quel qualcosa dal quale devono essere tenuti lontani rischia di compromettere la visita stessa e l'orientamento dell'opinione pubblica statunitense. March scopre dei legami in una catena di morti apparentemente scollegate tra loro, ma la rete della Gestapo si stringe, e lui finisce tra le loro mani durante una perquisizione illegale.
Liberato, si reca in Svizzera con la giornalista per cercare delle prove contenute in una cassetta di sicurezza, ma al ritorno, è braccato. Quando si rende conto che le prove raccolte sono conclusive e parlano degli orrori dei campi di sterminio, prepara la fuga della giornalista in Svizzera con le prove e con l'intenzione di raggiungerla ma viene tradito dal figlio, fanaticamente indottrinato dalla madre e dal suo nuovo compagno, un piccolo gerarca di partito.
Arrestato nuovamente della Gestapo viene torturato dal suo nemico Globus. Liberato, apparentemente grazie a Nebe, che gli offre di fuggire su un'auto guidata dal collega Jaeger, scopre che in realtà anche Nebe lo sta usando come pedina per catturare la giornalista e recuperare le prove, e che Jaeger ha sin dall'inizio della vicenda rivelato ogni sua mossa alla Gestapo: puntando la pistola contro Jaeger, gli ordina quindi di dirigersi verso est, onde far sì che la Gestapo lo segua sino in Polonia invece che in Svizzera, coprendo così la fuga della giornalista con le prove e finendo la sua corsa davanti ai pochi resti del campo di sterminio di Auschwitz. Il finale può considerarsi aperto, perché il libro si conclude con March che continua la sua fuga dalle SS in una vicina boscaglia con la pistola carica in mano, e non viene svelato il destino di Charlotte e del suo ritorno in America coi documenti compromettenti.

## Personaggi storici
Oltre ad Adolf Hitler, Goebbels, Heydrich e Kennedy, anche Arthur Nebe, poliziotto e criminologo, e Odilo Globočnik sono realmente esistiti; Harris si è limitato a immaginare il proseguimento delle loro carriere in una ipotesi storica diversa da quella reale.
All'inizio del romanzo Xavier March legge su un giornale di una recente visita a Londra di Adolf Hitler, e del suo incontro con i reali britannici, chiamati "Re Edoardo" e "Regina Wallis"; si tratta, evidentemente, di Edoardo VIII del Regno Unito e della sua compagna Wallis Simpson, il cui matrimonio venne, nella realtà storica, impedito dal governo britannico, a meno che Edoardo VIII non avesse rinunciato al trono, cosa che avvenne nel 1936.

## Storia alternativa

### Retroscena
Nel romanzo Harris gradualmente spiega le cause che hanno portato la Germania nazista a vincere la guerra. La cronologia degli eventi è coerente con la storiografia conosciuta fino alla Conferenza di Wannsee del gennaio 1942 (quindi tutta la prima parte del conflitto è uguale a quella della storia comunemente conosciuta): da tale momento i fatti storici mostrano significative divergenze.
Il primo punto di divergenza è la sorte di Heydrich, che in Fatherland risulta essere ancora vivo dopo l'attentato a Praga che invece gli costò la vita. In questo scenario il gerarca nazista sopravvissuto riuscirà a portare a termine la Soluzione Finale e a diventare capo delle SS (nel romanzo è opinione comune che sia destinato a diventare il nuovo Führer dopo la morte di Hitler).
Nel 1942 la nuova offensiva estiva della Wehrmacht ha successo, riuscendo a conquistare il Caucaso (e probabilmente a vincere la battaglia di Stalingrado) e a isolare l'Armata Rossa dai pozzi petroliferi di Baku. A corto di carburante e altre materie prime l'esercito sovietico è impossibilitato a condurre manovre offensive contro i tedeschi ed è forzato a ritirarsi in Siberia nella primavera del 1943 dopo una nuova offensiva nemica (non è rivelato il destino di Stalin). Con l'Unione Sovietica, comunque, la Germania non otterrà mai una vittoria completa, né giungerà mai ad un trattato di pace, perdurando ancora negli anni sessanta uno stato di guerra sulla linea degli Urali.
Intanto l'Abwehr scopre in qualche modo che gli inglesi, grazie a Ultra, riescono a leggere i messaggi in cifra di Enigma. Fatti rientrare momentaneamente gli U-Boot alle proprie basi e cambiati gli apparecchi di decodificazione, i tedeschi forniscono false informazioni alla flotta britannica e ai convogli alleati, tendendo loro agguati e distruggendoli con i sottomarini. La battaglia dell'Atlantico è così vinta da Hitler, che impone un blocco alla Gran Bretagna, riducendola alla fame. Con la sconfitta della Russia e la perdita della propria flotta non è più possibile per gli Alleati tentare uno sbarco in Europa: nel 1944 la Gran Bretagna, avendo ormai perduto dopo cinque anni ogni speranza di vittoria, firma una pace separata con il Reich, mentre gli americani ritirano le proprie truppe dall'isola per concentrare tutto lo sforzo bellico nel Pacifico. Al trono ascende nuovamente, probabilmente dopo un colpo di Stato, Edoardo VIII, alla guida di un governo filonazista; Churchill e la famiglia reale invece si rifugiano in Canada, non riconoscendo il nuovo re e il governo filotedesco.
Gli Stati Uniti sconfiggono il Giappone nel 1945 con i bombardamenti atomici di Hiroshima e Nagasaki, ma poco dopo sono essi stessi fatti bersaglio di un attacco tedesco (dimostrativo e perciò volutamente senza vittime e danni), verificatosi con il lancio da parte di questi ultimi di un missile a lungo raggio V3 fatto esplodere sopra New York; il lancio serviva a dimostrare agli americani che, se la Germania fosse stata colpita con armi nucleari, essa avrebbe potuto compiere una rappresaglia altrettanto devastante sullo stesso territorio americano. A questo punto, vista la situazione di stallo creatasi (con la Germania vincitrice in Europa e l'America vincitrice nel Pacifico e con entrambe in possesso di armi di distruzione di massa), i due contendenti intraprendono trattative di pace, ponendo termine alla guerra nel 1946 e riconoscendo di fatto la divisione del mondo in due blocchi avversi (guerra fredda).
In seguito (o contemporaneamente) a questi avvenimenti anche la Germania riesce a testare armi nucleari.

### Scenario politico del romanzo
Negli anni sessanta gli Stati Uniti e la Germania sono in competizione fra loro per l'egemonia globale. Sono le due uniche superpotenze e sono dotate entrambe di armi nucleari; inoltre stanno entrambe muovendo i primi passi nell'esplorazione spaziale.
     USA e possedimenti statunitensi
     Alleati degli USA e territori occupati
     Terzo Reich
     Paesi della Comunità Europea, alleati del Reich
     Paesi dell'Europa sud-orientale, satelliti del Reich
     Paesi neutrali

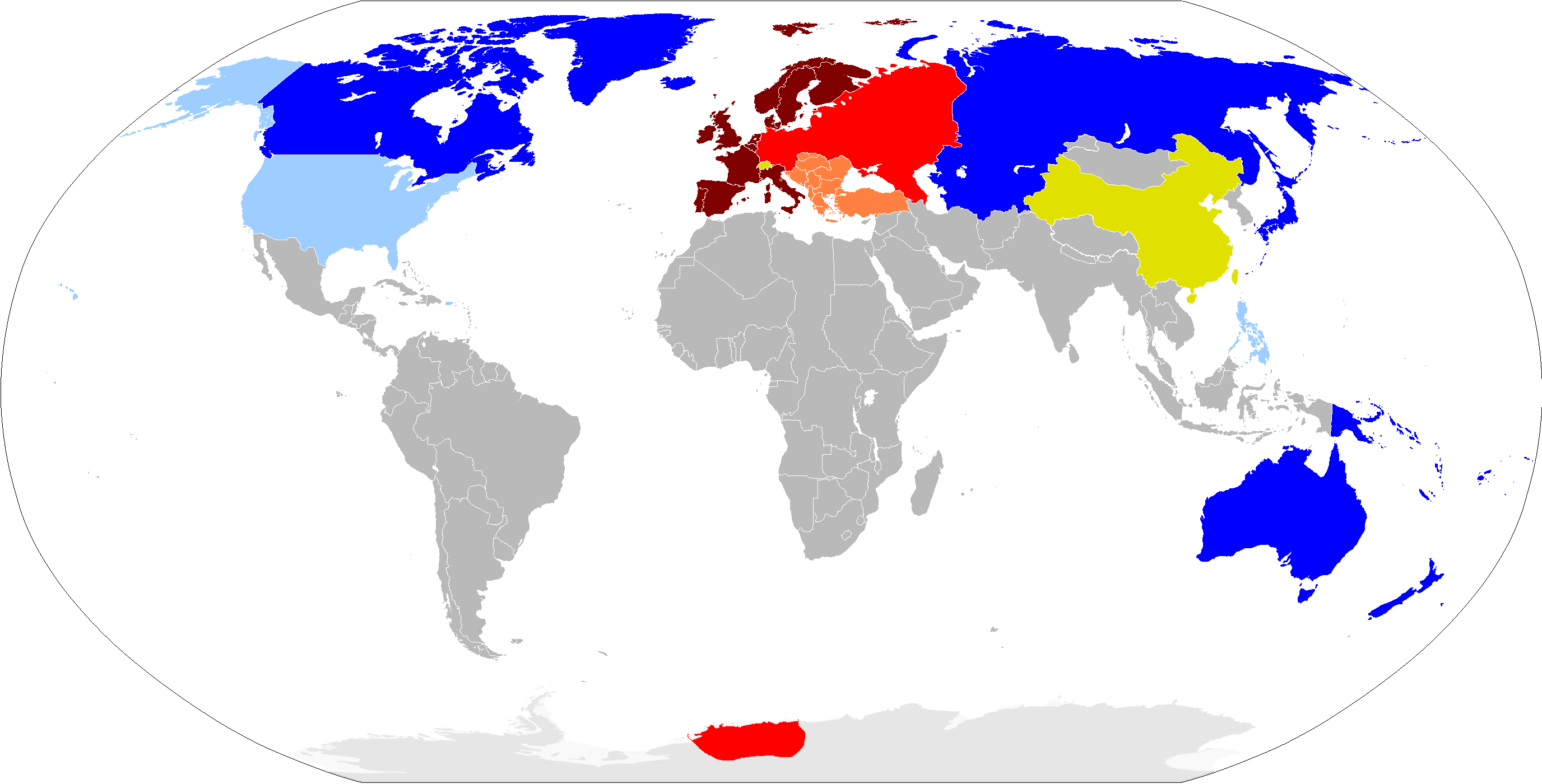
L'assetto politico mondiale delineato in Fatherland:
USA e possedimenti statunitensi
Alleati degli USA e territori occupati
Terzo Reich
Paesi della Comunità Europea, alleati del Reich
Paesi dell'Europa sud-orientale, satelliti del Reich
Paesi neutrali

Il Reich si è annesso l'Europa orientale (ovvero i territori precedentemente polacchi e sovietici) e vi ha iniziato un processo di sfruttamento delle risorse e di colonizzazione (secondo Arthur Nebe nell'Est si trovano 20 milioni di coloni tedeschi su una popolazione di 100 milioni di unità). Questo dominio (lo spazio vitale) è stato organizzato amministrativamente, seguendo le direttive del Generalplan Ost, in quattro Reichskommissariat: Ostland, Ukraine, Kaukasus e Moskowien; è presente anche, in Crimea, un Generalkommissariat Taurida, in cui probabilmente è stata trasferita la popolazione sudtirolese (come realmente progettato da Hitler), mentre gran parte del territorio del vecchio Stato polacco è amministrato col nome di Generalgouvernement (l'ex Polonia occidentale è stata invece annessa direttamente alla Germania, creando i Reichsgaue Wartheland e Danzig-Westpreußen); la Boemia-Moravia, infine, continua ad essere un protettorato tedesco. Il Reich, oltre al progetto colonialista ad Est, ha anche perseguito la propria politica pangermanista (iniziata prima della guerra con l'annessione dell'Austria, dei Sudeti e di Memel) e ha inglobato nei propri confini l'Alsazia e la Lorena (ora chiamate Reichsgau Oberrhein e Reichsgau Westmark), il Lussemburgo (Reichsgau Moselland), parte del Belgio e probabilmente anche il Liechtenstein. La città di Berlino (che ora ha una popolazione di 10 milioni di abitanti) ha subito un ampio riassetto urbanistico e monumentale (Welthauptstadt Germania), secondo i progetti architettonici di Hitler e di Speer; il protagonista nota ironicamente di come tale megalomania dimostri soltanto un complesso d'inferiorità culturale da parte dei tedeschi, essendo tutti i monumenti eretti soltanto copie in formato più grande di quelli presenti a Roma e Parigi.
La Germania ha l'egemonia incontrastata sull'Europa e probabilmente (mediante gli imperi coloniali dei suoi alleati europei) anche sul Medio Oriente e sull'Africa (con un'Europa completamente fascista è improbabile che sia avvenuto il processo di decolonizzazione).
I dominion di Canada, Australia e Nuova Zelanda (che riconoscono come legittimo sovrano la regina Elisabetta II e considerano Edoardo VIII un usurpatore), la Russia (una rimpicciolita Unione Sovietica con capitale Omsk, rump state ridotto alla Siberia), il Giappone e probabilmente i paesi latino-americani sono invece legati agli USA.
Nel romanzo sono citate solo due nazioni neutrali: la Svizzera, unico paese democratico rimasto in Europa (malgrado Hitler in un primo momento avesse progettato di annetterla al Reich come fatto con gli altri territori tedeschi), e la Cina, in cui sembra che viga un regime particolarmente oppressivo (non è specificato se maoista o altro), tanto che il protagonista è dissuaso dal tentare di rifugiarsi nell'ambasciata cinese a Berna, essendo a tale ipotesi preferibile finire in un campo di concentramento nazista. Non è specificata la situazione dell'India ma, non essendo citata come grande Paese neutrale o filo-americano, è plausibile che sia ancora una colonia britannica.
Spagna (con a capo Francisco Franco), Portogallo, Francia, Belgio, Paesi Bassi, Italia (non viene specificato se Mussolini sia ancora a capo del governo), Gran Bretagna (che a quanto sembra è ancora una grande potenza), Irlanda (che si è annessa l'Irlanda del Nord), Danimarca, Svezia, Norvegia e Finlandia (che ha inglobato la Carelia e la Murmania sovietiche) sono legate al Reich mediante una "Comunità Europea", nata con il trattato di Roma, un'unione economica e verosimilmente anche alleanza militare. La bandiera di tale comunità è quella blu a stelle gialle realmente creata nel dopoguerra. I restanti Paesi europei non fanno parte della Comunità ma rientrano comunque nella sfera tedesca come Stati satellite: Ungheria, Romania, Slovacchia, Bulgaria, Turchia, Serbia, Croazia, Montenegro, Albania e Grecia (queste ultime quattro rientrano probabilmente nella sfera italiana, come effettivamente avvenuto durante la guerra).

### Società
La Germania, nel romanzo, è una società ricca di contraddizioni: malgrado la feroce dottrina nazionalsocialista sia rigidamente applicata, il consumismo trova ampi spazi e molte delle detestate novità occidentali, quali la musica jazz, sono concesse in forma depurata (in un passaggio si cita anche l'esordio dei Beatles ad Amburgo). Pur vigendo formalmente la libertà di culto, di fatto l'appartenenza a una Chiesa o la partecipazione alle funzioni religiose sono fortemente scoraggiate dalla propaganda. Mentre ai tedeschi è severamente vietato espatriare se non per turismo, i lavoratori stranieri sono impiegati massivamente, dai polacchi e rumeni per le mansioni più umili, agli inglesi e francesi come camerieri e cuochi. Pur essendo (a quanto traspare) economicamente prospero, il Reich sembra essere sempre più in difficoltà nell'affrontare lo stato di guerra mai concluso contro il nemico sovietico sulla linea degli Urali che costa centinaia di migliaia di morti (celati all'opinione pubblica), nel contrastare le azioni partigiane nei territori occupati ad est nonché nel fronteggiare le azioni terroristiche (Himmler muore nel 1961 per l'esplosione di una bomba sul suo aereo) e il nascente dissenso interno di una rediviva Rosa Bianca. Inoltre, un numero sempre maggiore di coloni inviati a est chiede di rientrare in patria, mostrando di fatto il fallimento del progetto del Lebensraum .
Nell'aprile del 1964 inizia una distensione fra le due superpotenze, con l'imminente visita a Berlino del presidente Kennedy. A quest'ultimo è necessario ottenere un qualche accordo per vincere le elezioni presidenziali di novembre; a Hitler è urgentemente necessario un accordo con Washington, che porrebbe un freno al terrorismo e alla resistenza russa e partigiana finanziata dagli Stati Uniti. Il Führer arriva, per far sì che i negoziati vadano a buon fine, a dare l'ordine di eliminare tutti i responsabili della Soluzione finale, per non correre rischi che questi facciano trapelare indizi sull'olocausto: si tratta dell'applicazione al vertice dello stesso metodo riservato alla base, quando i detenuti addetti alle operazioni di sterminio venivano ciclicamente eliminati e sostituiti. I cittadini tedeschi sono convinti (credendo a quanto ufficialmente dichiarato dal Partito) che durante la guerra gli ebrei d'Europa siano stati trasferiti nei territori occupati dell'est; nessuno osa porre domande sul loro destino successivo, per evitare di finire nella lista nera della Gestapo (lo stesso protagonista scopre di essere stato schedato e di essere tenuto d'occhio quale potenziale sovversivo solo per aver fatto ai condomini delle domande sugli inquilini ebrei che occupavano precedentemente il suo appartamento). Qualche detenuto è riuscito a fuggire nel blocco occidentale, raccontando delle operazioni di genocidio sistematico: la televisione americana trasmette talvolta le dichiarazioni di questi sopravvissuti che però, a quanto sembra dalle parole della protagonista, non vengono presi molto sul serio dal pubblico. La propaganda nazista si concentra invece sui crimini commessi dal regime staliniano, venuti alla luce dopo l'occupazione della Russia europea.
Non viene fatta menzione in questo scenario della Società delle Nazioni o di qualcosa di simile. La Croce Rossa Internazionale è ancora esistente e periodicamente ispeziona i campi di concentramento tedeschi. Gli Stati Uniti non partecipano ai Giochi Olimpici dal 1936, ma c'è speranza che in seguito alla visita di Kennedy a Berlino partecipino a quelli del 1964.
Il livello tecnologico di questo scenario ucronico risulta analogo a quello degli anni sessanta della storia reale.

### Incongruenze
Nel libro a un certo punto vengono citate la Croazia e la Jugoslavia, quando la seconda non doveva più esistere, in quanto smembrata in vari Stati, fra cui appunto la Croazia. In un'altra sezione del libro vengono più correttamente citate Croazia e Serbia.
Nella carta dell'Europa riportata all'inizio del libro i confini dell'Italia e dell'Albania sono ancora quelli del 1940. Per motivi non noti vengono quindi trascurate le annessioni territoriali compiute dal fascismo a spese della Jugoslavia. Viceversa i confini di Ungheria, Romania e Bulgaria sono effettivamente quelli che si avevano nel corso della seconda guerra mondiale (con la Transilvania ungherese, e parte della Tracia greca, annessa alla Bulgaria).

## Opere derivate
Dal libro è stato tratto nel 1994 il film per la televisione Delitto di stato, con protagonista Rutger Hauer.

## Edizioni
- Robert Harris, Fatherland, Hutchinson, 1992, ISBN 0-09-174827-5. (prima edizione)
- Robert Harris, Fatherland, traduzione di Roberta Rambelli, Omnibus, Arnoldo Mondadori Editore, 1992, ISBN 88-04-36109-3.
- Robert Harris, Fatherland, traduzione di Roberta Rambelli, Club degli editori, 1993.
- Robert Harris, Fatherland, traduzione di Roberta Rambelli, Oscar Bestsellers n.369, Arnoldo Mondadori Editore, 1993,  p. 370.
- Robert Harris, Fatherland, traduzione di Roberta Rambelli, I Miti n.162, Arnoldo Mondadori Editore, 2000, ISBN 88-04-37464-0.